# 채영철
채영철(蔡榮喆, 1926년 6월 25일 ~ 2019년 11월 6일)은 대한민국의 정치인이다. 제9·10대 국회의원을 지냈다. 본관은 평강.

## 학력
- 육군사관학교 8기 졸업
- 육군보병학교 졸업
- 육군대학 졸업
- 서울대학교 경영대학원 경영학 석사 졸업

## 경력
- 중앙정보학교장
- 육군본부 정보참모부 부장
- 전북일보 사장
- 한국신문협회 이사
- 민주공화당 전북2지구당 위원장
- 민주공화당 당의장 비서실장
- 민주공화당 원내부총무
- 대한탁구협회 회장
- KOC 위원
- 민족중흥회
- 제9대 국회의원친목회 회장
- 대한민국헌정회 감사

## 역대 선거 결과
|  | 39.18% |

|  | 41.72% |

|  | 25.37% |

## 가족 관계
- 배우자 : 홍남 ( ~ 2017년 8월 29일)
  - 아들 : 채훈, 채욱, 채헌, 채윤